# Sankari
Sankari là một thị xã panchayat của quận Salem thuộc bang Tamil Nadu, Ấn Độ.

## Nhân khẩu
Theo điều tra dân số năm 2001 của Ấn Độ, Sankari có dân số 27.402 người. Phái nam chiếm 52% tổng số dân và phái nữ chiếm 48%. Sankari có tỷ lệ 68% biết đọc biết viết, cao hơn tỷ lệ trung bình toàn quốc là 59,5%: tỷ lệ cho phái nam là 75%, và tỷ lệ cho phái nữ là 60%. Tại Sankari, 10% dân số nhỏ hơn 6 tuổi.